# GP Ouest France-Plouay 2004 (mannen)
De Grand Prix Ouest France-Plouay 2004 was de 69ste editie van de GP Ouest-France-Plouay en werd verreden op zondag 29 augustus, in en rondom de gemeente Plouay (Bretagne), Frankrijk. De wedstrijd werd verreden over een afstand van 198 kilometer, en gewonnen door de Franse renner Didier Rous van Brioches La Boulangère. Aan de start stonden 128 renners, van wie 88 de finish bereikten.

## Uitslag
| GP Ouest France-Plouay 2004 |                  |                         |          |
| Plaats                      | Naam             | Ploeg                   | Tijd     |
| Winnaar                     | Didier Rous      | Brioches La Boulangère  | 4u31'27" |
| 2                           | Serge Baguet     | Lotto-Domo              | z.t.     |
| 3                           | Guido Trentin    | Cofidis                 | + 0' 02" |
| 4                           | Danilo Hondo     | Gerolsteiner            | z.t.     |
| 5                           | Giulio Tomi      | Vini Caldirola-N.       | z.t.     |
| 6                           | Volodymyr Doema  | Landbouwkrediet-Colnago | z.t.     |
| 7                           | Patrick Calcagni | Vini Caldirola-N.       | z.t.     |
| 8                           | Cédric Vasseur   | Cofidis                 | z.t.     |
| 9                           | Sergio Barbero   | Lampre                  | z.t.     |
| 10                          | Fabian Wegmann   | Gerolsteiner            | z.t.     |
|                             |                  |                         |          |
| 22                          | Philippe Gilbert | Française des Jeux      | + 0' 11" |